# DKB 6.0
De DKB 6.0 is een driedelig diesel treinstel met lagevloerdeel van het type RegioSprinter voor het regionaal personenvervoer voor de Rurtalbahn besteld door de Duitse spoorwegonderneming Dürener Kreisbahn (DKB).

## Geschiedenis
De RegioSprinter werd door Düwag ontworpen voor het lokaal personenvervoer. Door de voortdurende technische gebreken besloot Siemens dit type trein te vervangen door de RegioSprinter 2 die later de naam Desiro kreeg.
De Dürener Kreisbahn (DKB) bestelde in 1993 in totaal 17 treinen van het type RegioSprinter bij Siemens voor het personenvervoer van de Rurtalbahn.
In het voorjaar van 2011 maakte de Rurtalbahn bekend de niet meer van deze tijd zijnde RegioSprinter door een ander type treinstel te gaan vervangen. Na testen met de Alstom Coradia LINT en de Bombardier Itino werden vijf treinstellen van her type Regio-Shuttle van de Firma Stadler uit Berlijn met een waarde van 8,85 miljoen euro besteld. Vanaf midden van 2012 zullen deze treinstellen tussen Düren en Heimbach worden ingezet.

## Constructie en techniek
De trein is opgebouwd uit een aluminium frame. Typerend aan dit treinstel is door de toepassing van een grote voorruit. De trein heeft een lagevloerdeel. Deze treinen kunnen tot drie stuks gecombineerd rijden. De treinen zijn uitgerust met luchtvering.

## Treindiensten
De treinen werden door de Rurtalbahn ingezet op de volgende trajecten.
- zuidelijke Rurtalbahn: Düren - Heimbach
- noordelijke Rurtalbahn: Düren - Jülich - Linnich (vanaf Jülich een deel van de spoorlijn Jülich - Dalheim)
- Bördebahn: Düren - Zülpich - Euskirchen (alleen in weekend voor toeristische doelen)

## Foto's

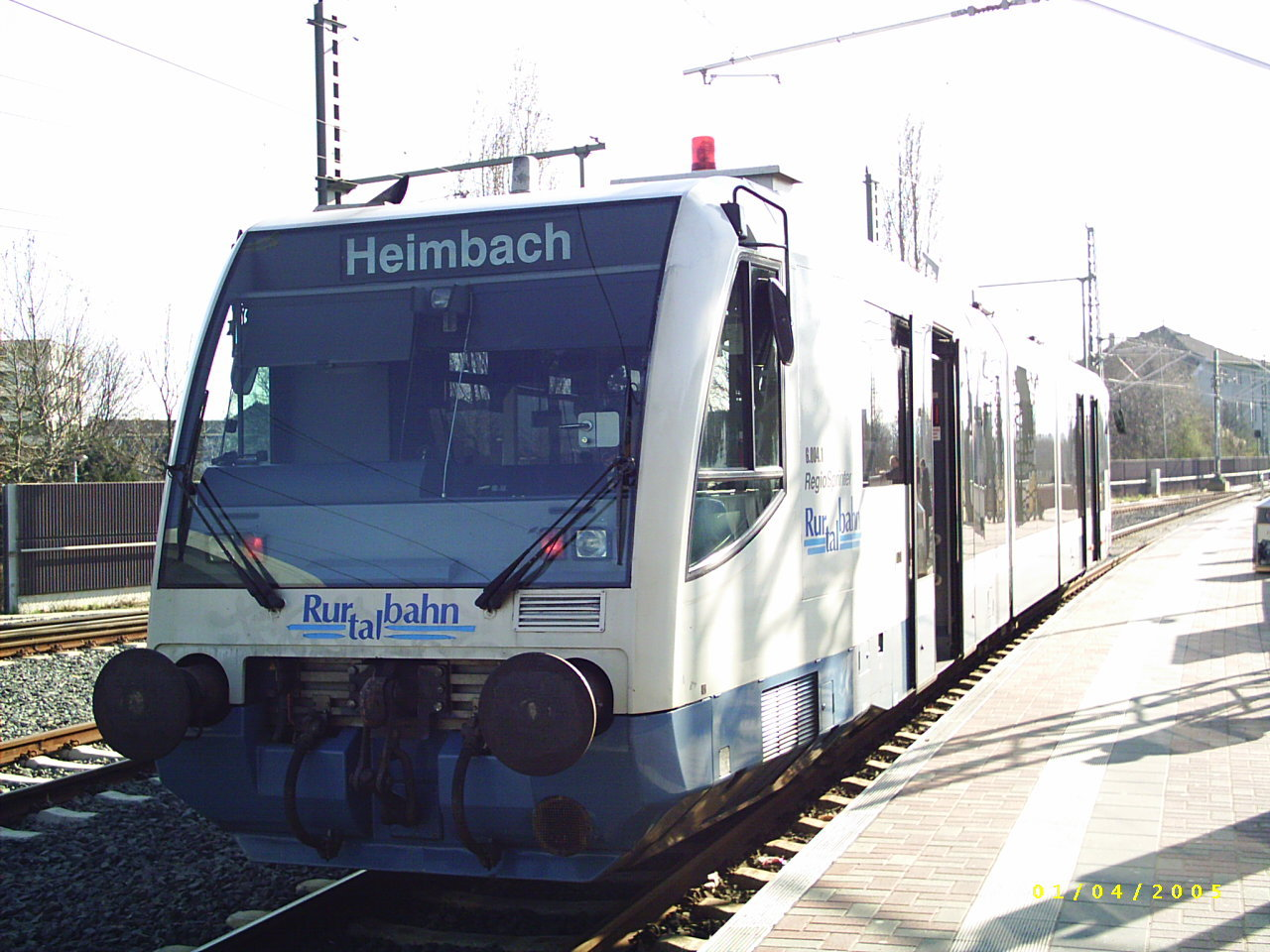
RegioSprinter van Rurtalbahn op 1 april 2005 in Düren